# Linha 18 do Metropolitano de São Paulo

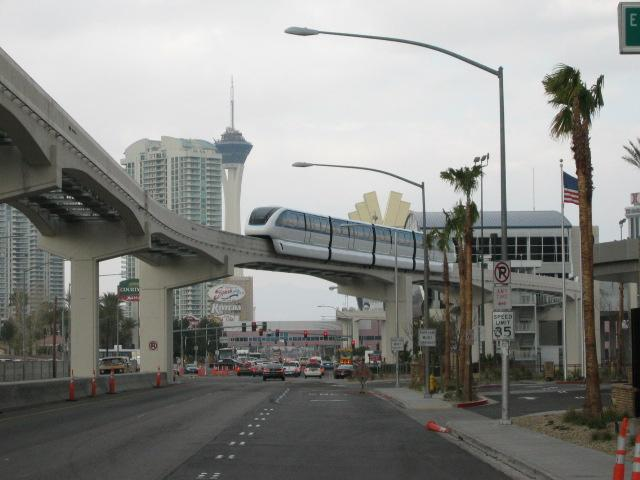
Monotrilho de Las Vegas, similar ao planejado para a Linha 18.

A  Linha 18–Bronze foi um projeto do Metrô de São Paulo, que possuiria, em sua primeira fase, aproximadamente 15 km de extensão e 13 estações e transportaria cerca de 314 mil passageiros por dia, ligando as estações Tamanduateí e Djalma Dutra, no centro de São Bernardo do Campo.
Em 3 de julho de 2019 foi cancelada de forma controversa pelo governador João Dória (sendo a primeira vez que uma linha de metrô foi cancelada na história de São Paulo), que prometeu substituí-la por um corredor de ônibus com algumas características de BRT.

## História
Essa linha foi um projeto proposto por prefeitos das cidades do Grande ABC, visando a criação de uma ligação rápida entre a região e o município de São Paulo, através do Metrô de São Paulo. Esteve prevista a construção de uma linha que deveria partir da cidade de São Bernardo do Campo, passando no limite de Santo André e São Bernardo, até chegar ao limite de São Paulo (cidade) com São Caetano do Sul, terminando na Estação Tamanduateí, interligando-se com a Linha 2–Verde do Metrô e 10–Turquesa da CPTM.
A linha contaria com a tecnologia monotrilho, escolhida por se adequar à demanda projetada e contar com um custo de implantação menor. O projeto seria realizado através de uma PPP (Parceria Público-Privada), contando com investimentos da ordem de R$ 3,5 bilhões, vindos das esferas estadual, federal e privada.
O traçado proposto para esta linha se iniciaria na Avenida Brigadeiro Faria Lima, no cruzamento com a Avenida Francisco Prestes Maia. Seguiria até o Paço Municipal, na área central da cidade; e do Paço prosseguiria pela Avenida Aldino Pinotti, onde ficaria a Estação Baeta Neves. Continuaria o traçado margeando o Ribeirão dos Meninos, pelas avenidas Lauro Gomes e Guido Aliberti, nas divisas entre os municípios do ABC. Em São Caetano do Sul, encontraria a linha do trem, seguindo pela faixa de domínio da linha da CPTM até encontrar a Estação Tamanduateí.
Esteve em estudo, também, uma extensão da linha, conectando a Estrada dos Alvarengas (no cruzamento com a Avenida Presidente João Café Filho) e a Estação Djalma Dutra, sendo esta a 2ª fase, atendendo a regiões mais distantes do centro de São Bernardo do Campo.

## Cancelamento
Em 3 de julho de 2019, o governador de São Paulo, João Dória anunciou o cancelamento do projeto da Linha 18 - Bronze, sendo substituído por um projeto de corredor de ônibus similar a um BRT, sendo a primeira vez na história que uma linha de Metrô foi cancelada.. Na época, o governador afirmou que estudos mais recentes mostravam uma queda drástica no número de passageiros e a maior ressalva seria o custo das desapropriações Além de fazer afirmações questionáveis como dizer que o BRT é praticamente uma linha de trem: “estações” no lugar de paradas de ônibus, velocidade idêntica à do monotrilho e adoção de veículos elétricos. O consórcio VemABC afirmou na época que já havia gastado 60 milhões de reais em preparativos, e a multa de rescisão do contrato é de 270 milhões. A previsão de custo da linha de monotrilho era de cerca de R$ 6 bilhões, segundo o governo. Já o novo projeto de BRT deve custar R$ 680 milhões e ser entregue em até 18 meses, valores e prazos também questionados.
Em 7 de julho de 2020, pouco mais de um ano após o cancelamento da linha, o Diário do Grande ABC noticiou que a empresa chinesa BYD, responsável pelo fornecimento dos monotrilhos da Linha 17 - Ouro (no lugar da Scomi) está interessada em resgatar o projeto. A empresa apresentou um projeto que inclui assumir a concessionária VemABC que venceu a licitação do ramal. O diretor de negócios da BYD afirmou que a empresa "quer retomar o projeto do monotrilho" e aportaria recursos se necessário, inclusive pagar pelas desapropriações. A BYD também estaria interessada em utilizar o ramal como vitrine para o seu monotrilho, o SkyRail, lançado em 2016, mas ainda sem um sistema de grande porte em operação. Em agosto, entretanto, com a prisão do secretário Alexandre Baldy, o governo paulista tornou pública a declaração de extinção do contrato, dando um fim definitivo à linha.

## Estações
| Estação                | Integração                          | Cidade                |
| ---------------------- | ----------------------------------- | --------------------- |
| Tamanduateí            | Linha Verde e Turquesa              | São Paulo             |
| Carioca                |                                     | São Paulo             |
| Goiás                  |                                     | São Caetano do Sul    |
| Espaço Cerâmica        |                                     | São Caetano do Sul    |
| Estrada das Lágrimas   |                                     | São Caetano do Sul    |
| Rudge Ramos            |                                     | São Caetano do Sul    |
| Instituto Mauá         |                                     | São Caetano do Sul    |
| Afonsina               | Linha 20-Rosa                       | Santo André           |
| Fundação Santo André   |                                     | Santo André           |
| Winston Churchill      |                                     | São Bernardo do Campo |
| Senador Vergueiro      |                                     | São Bernardo do Campo |
| Baeta Neves            |                                     | São Bernardo do Campo |
| Paço Municipal         | Terminal Metropolitano São Bernardo | São Bernardo do Campo |
| Djalma Dutra           |                                     | São Bernardo do Campo |
| Praça Lauro Gomes      |                                     | São Bernardo do Campo |
| Ferrazópolis           | Terminal Metropolitano Ferrazópolis | São Bernardo do Campo |
| Café Filho             |                                     | São Bernardo do Campo |
| Capitão Casa           |                                     | São Bernardo do Campo |
| Estrada dos Alvarengas |                                     | São Bernardo do Campo |

## Datas importantes
- 22 de agosto de 2014 - Assinatura do contrato com o consórcio ABC Integrado
- 3 de julho de 2019 - Cancelamento do projeto

## Galeria

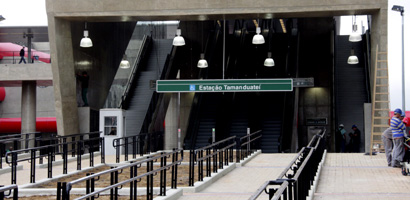
A estação Tamanduateí, que permite a integração entre as linhas 2 do metrô e 10 da CPTM era um dos terminais propostos para a Linha 18.
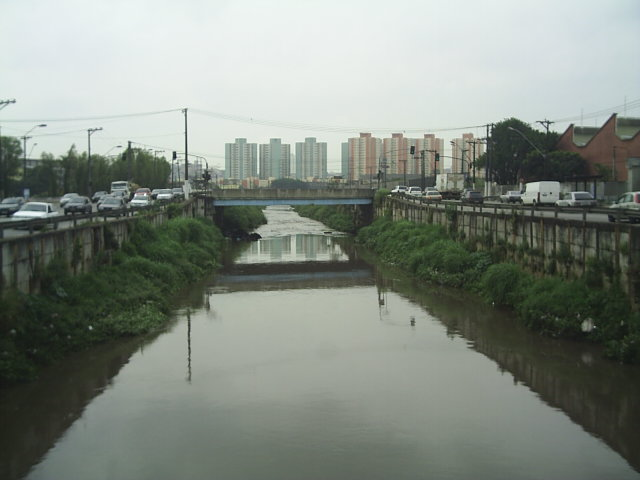
Rio Tamanduateí na divisa com São Paulo. À direita, a capital paulista, e à esquerda, São Caetano do Sul
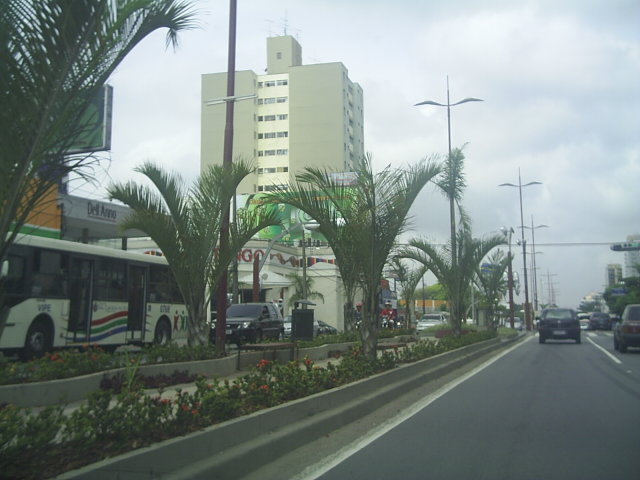
A Avenida Goiás, uma das principais vias de São Caetano do Sul, contaria com uma estação.
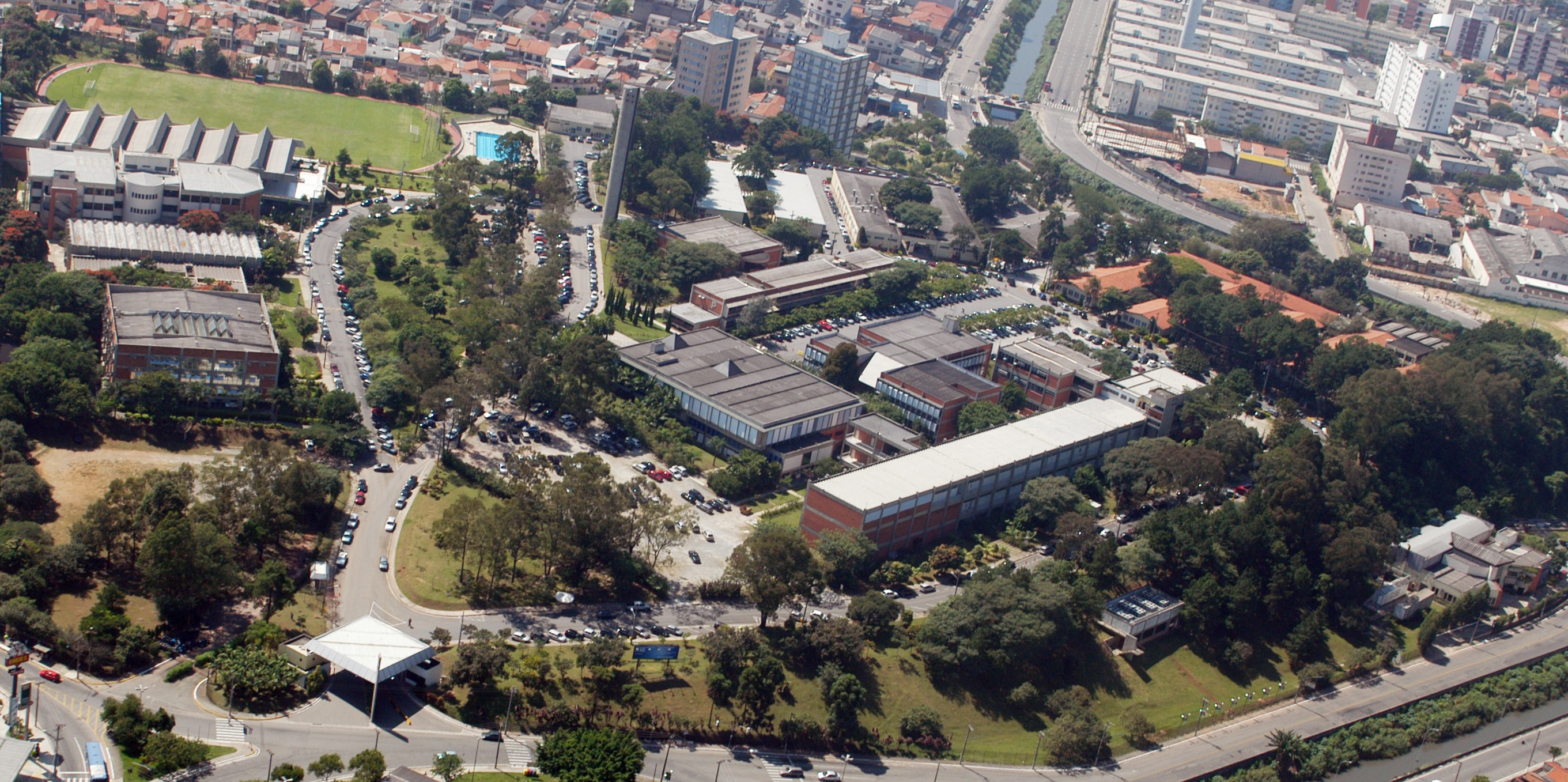
A estação Instituto Mauá ficaria localizada em frente ao campus São Caetano do Instituto Mauá de Tecnologia.
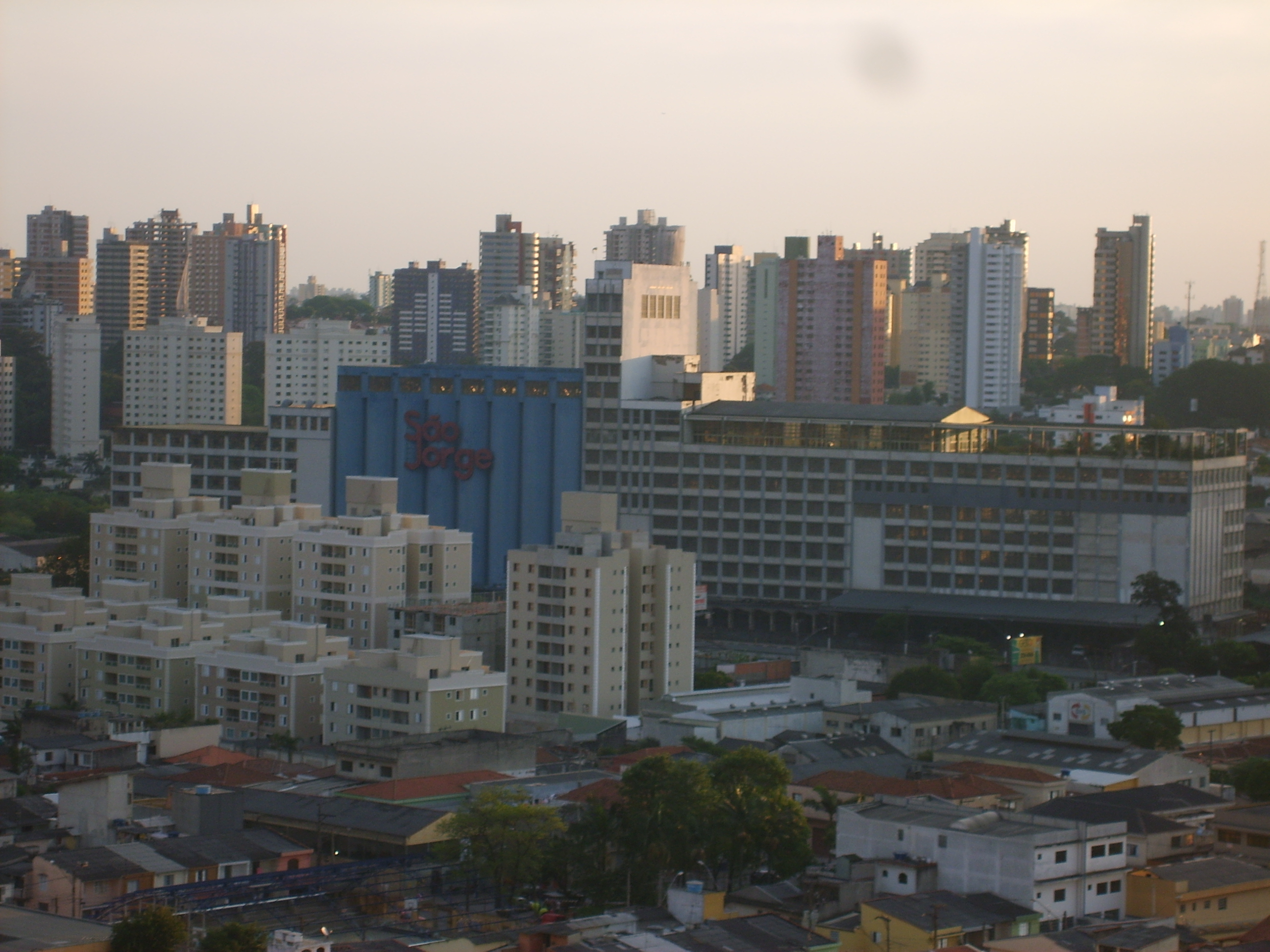
Santo André é a 5ª cidade mais populosa do estado.